# Ricardo van Rhijn
Ricardo van Rhijn (Leiden, 13 de juny de 1991) és un jugador professional de futbol neerlandès d'ascendència de Curaçao, que juga com a lateral dret a l'Eredivisie amb l'AFC Ajax i la Selecció dels Països Baixos